# Ídol de Mikeldi
L'ídol de Mikeldi és una escultura de gres amb forma d'animal trobada a Durango, Biscaia, País Basc, que representa un porc o un toro que té entre les potes un disc. La seua datació és incerta: algunes teories apunten a la segona edat del ferro entre el segle iv aC i el segle i aC. Pren el nom de l'ermita al costat de la qual el trobaren, Sant Vicent de Mikeldi.
És un quadrúpede, toro o senglar de 1.560 kg i un volum de 0,625 m³, realitzat en gres de Gallanda, zona propera a la troballa, i té un disc entre les potes. No hi queda rastre d'inscripcions, tot i que hi ha testimoniatge que en tenia, testimoniatges ratificats per un estudi tridimensional, amb làser i escaneig realitzat el maig de 2013.
S'ha datat de l'edat del ferro i es creu que tenia finalitat funerària. És una peça única a Euskal Herria, i prou habitual a l'altiplà castellà.
És semblant als senglars de pedra dels vetons; la principal diferència amb aquestes escultures és el disc solar (o lunar)[2] que sosté sota el cos. S'exhibeix al Museu Basc de Bilbao.

## Història
Al 1634 Gonzalo de Otalora i Guitssas, en el seu llibre Micrología de la Merindad de Durango, parla ja de l'existència d'aquest ídol, el descriu i hi indica l'existència de caràcters "notables i no entesos", així com la seua antiguitat.
Al 1864 Juan Ernesto Delmas redescobreix l'ídol i el vol traslladar d'una forma digna, però la propietària dels terrenys obliga que torne a ser enterrat. El 1896 es col·loca al costat de la casa que hi ha junt a l'ermita de Sant Vicent: l'operació, la realitza la propietària de la casa, Saturdina de Isusi.
Al 1920 el director del Museu Arqueològic de Bilbao, Jesús Larrea, obté el permís de l'amo dels terrenys per traslladar l'ídol al museu, i en deixa a Durango una rèplica.
El 23 de setembre de 1969 Mikeldi SA (Larrañaga, Ortueta i Cia., empresa dedicada a la fabricació de reblons, caragols i rosques) propietaris de l'ídol, manifesten a la Diputació que els agradaria que la peça fos transferida a Durango. El 19 d'abril de 2016 l'Ajuntament de Durango acorda iniciar converses amb el Museu Arqueològic de Bilbao per traslladar-lo a la localitat.